# Cracidae
Cracidae, porodica ptica iz reda kokoški ili Galliformes koja se sastoji od deset rodova. Ptice iz ove porodice žive u suptropskoj Središnjoj i Južnoj Americi. Samo jedna vrsta, Ortalis vetula premašuje te granice i raspon joj se nalazi do Teksasa u SAD-u.
Velike su ptice, u pojavi poprilično nalikuju puranima. Mnoge od njih imaju veliki rep, što im služi kao pomoć u snalaženju u njihovom arborealnom životu. Obično su blijedo obojenog perja, ali ipak neke od njih imaju na licu "ukrase" raznih boja. U veličini variraju od Ortalis motmot  koja je duga 38 centimetara, a teška je 350 grama, pa sve do Crax rubra, koja je duga blizu 1 metar, a teška 4.3 kilograma.
Hrane se voćem, kukcima i crvima. Gnijezdo grade u drvećima, a u njega ženka polaže dva ili tri velika bijela jaja, koja inkubira isključivo ona. Mladi su potrkušci, te su rođeni s instinktom da se odmah penju i traže utočište u drveću. Dobivaju mogućnost leta nekoliko dana nakon izlijeganja iz jajeta.